# 扁平毛蜗牛
扁平毛蜗牛（学名：Trichochloritis submissa）为坚齿螺科毛蜗牛属的动物，是中国的特有物种。分布于西藏、云南、贵州、四川、湖北、湖南、江西、广东、甘肃等地，生活环境为陆地，一般栖息于高原山区、丘陵地带灌木丛、草丛中、农田、住宅附近草丛、乱石堆里以及落叶石块下。其生存的海拔范围为2000至4000米。